# Трибьюн-тауэр
 Трибьюн-тауэр (англ. Tribune Tower) — 36-этажный неоготический небоскрёб, расположенный по адресу Норт-Мичиган-авеню, д. 435, в г. Чикаго, штат Иллинойс, США. Построен в 1923—1925 гг. Международный конкурс проектов по строительству башни стал крупным событием в архитектуре XX века.
В здании размещались редакция газеты Chicago Tribune, медиа-компании Tribune Company и Tribune Publishing. До 18 июня 2018 года отсюда вещала радиостанция WGN Radio (720 кГц). На первом этаже находится известный ресторан Howells & Hood (названный в честь архитекторов здания), внутренний дворик которого выходит на Пайонир-Корт (англ. Pioneer Court) и Мичиган-авеню. Чикагское бюро CNN также находилось в Трибьюн-Тауэр. Небоскрёб является частью исторического микрорайона Мичиган — Уэкер.
Первое здание газеты было построено в 1868 году, но оно было утрачено во время Великого Чикагского пожара в 1871 году.
В начале 2018 года стартовали работы по преобразованию офисного здания в кондоминиумы. Ожидается, что реновация завершится к 2020 году.

## Конкурс проектов

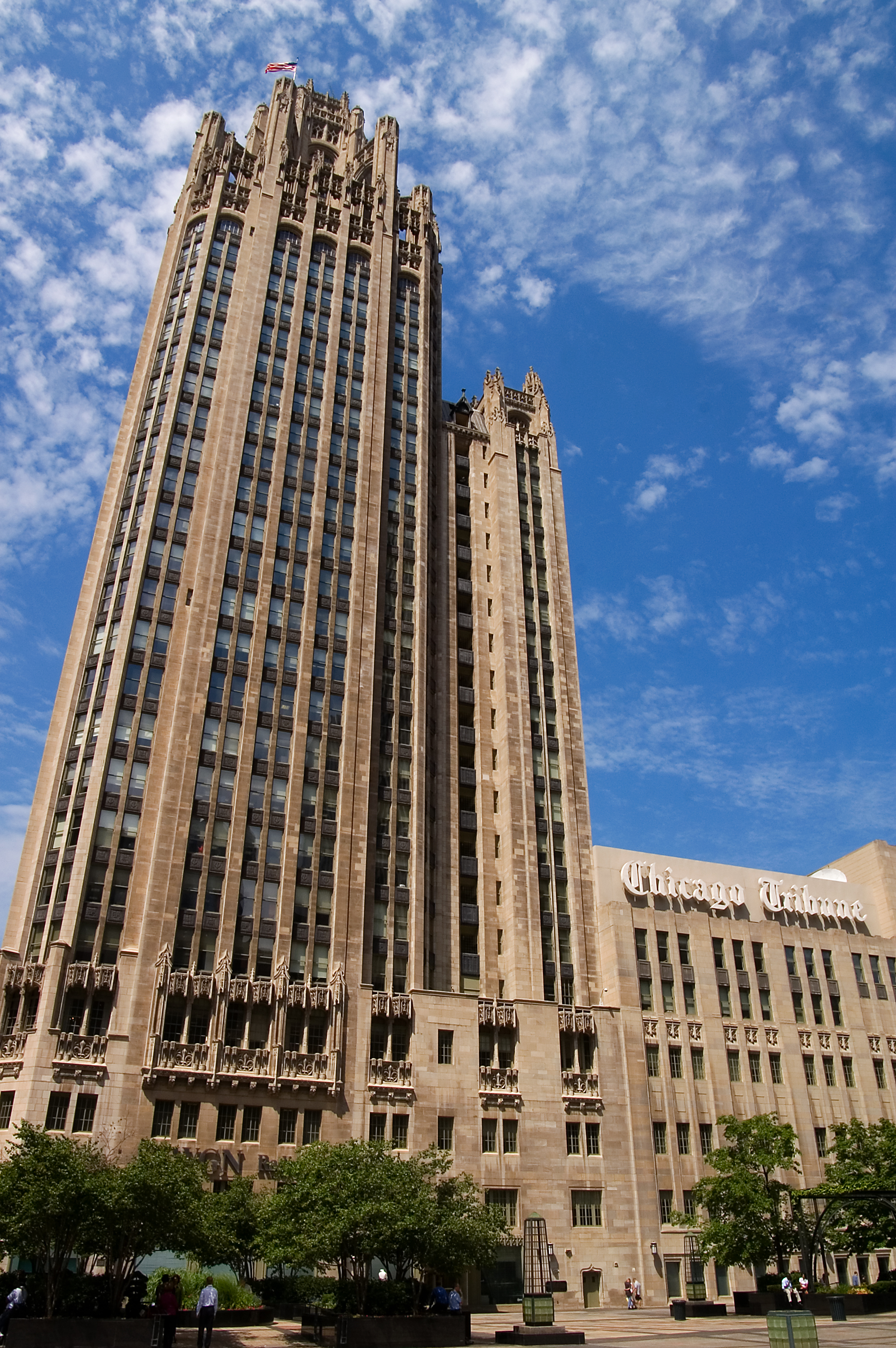
Трибьюн-тауэр

В 1922 году Chicago Tribune организовала международный архитектурный конкурс проекта своей новой штаб-квартиры, чтобы отметить 75-летие газеты. Газета создала призовой фонд в размере 100000 долларов призовых и 50000 долларов за первое место в конкурсе на «самое красивое и уникальное офисное здание в мире». Конкурсная комиссия работала в течение нескольких месяцев, что было своего рода рекламным трюком, но в результате эта идея превзошла все ожидания, став заметным событием в истории архитектуры США. Было получено более 260 заявок-проектов.
Победителем стал проект в неоготическом стиле с контрфорсами в верхней части здания, разработанный нью-йоркскими архитекторами Джоном Мидом Хауэллсом и Реймондом Гудом.
Проект финского архитектора Элиэля Сааринена, который многие считают лучшим, занял второе место и получил 20000 долларов. Башню Сааринена (англ. Eliel Saarinen’s Tribune Tower design или Saarinen tower) предпочли такие архитекторы, как Луис Салливан, и проект оказал сильное влияние на следующее поколение небоскрёбов, включая последующую работу Гуда над проектами МакГроу-Хилл-билдинг (англ. McGraw Hill Building) и Рокфеллеровского центра. Галф-билдинг (англ. Gulf Building) в Хьюстоне, штат Техас, построенный в 1929 году по проекту архитекторов Финна, Францхейма и Карпентер, по исполнению наиболее близок к проекту Сааринена. Считается, что здание Сесара Пелли Уэст-Мэдисон-стрит, д. 181 в Чикаго также вдохновлено дизайном Сааринена.
Другие конкурсные проекты, сделанные такими видными архитекторами, как Вальтер Гропиус, Бертрам Гудхью, Бруно Таут и Адольф Лоз, заставляют только предполагать, какое здание могло бы быть построено на месте нынешнего. Один из проектов даже предполагал установку в верхней части здания огромной головы индейцы, размером с головы президентов на Маунт-Рашмор. Эти проекты были опубликованы Tribune Company в 1923 году в книге Tribune Tower Competition , а затем книге The Chicago Tribune Tower Competition: Skyscraper Design and Cultural Change in the 1920s К. Соломонсон и Р. Этлина (2001).
В книге под названием The Tribune Tower Competition (1980), Роберт Стерн, Стэнли Тайгермен и др. авторы в шутливой форме представили «запоздалые» проекты на конкурс.
Архивные материалы конкурса хранятся в библиотеке при Чикагском институте искусств.

## Здание

### Дизайн
К 1922 году использование неоготики в строительстве небоскрёбов стало общепризнанной практикой. Ярким образцом явился т. н. «американский перпендикулярный стиль», использованный Кэссом Гильбертом в проекте Вулворт-билдинг (1913).
Строительство Трибьюн-тауэр завершилось в 1925 году. Здание достигло высоты 462 фута (141 м).
Декоративные опоры, окружающие вершину башни, особенно заметны, когда башня освещена в тёмное время суток.
Как и в случае с большинством проектов Худа, скульптуры и декор были выполнены американским художником Рене Полом Шамбелланом. Башня украшена резными изображениями Робина Гуда (работы Реймонда Гуда) и воющей собаки (работы Хауэллса) у главного входа. Верхняя часть башни спроектирована по образцу Tour de beurre («масляной башни») Руанского собора во Франции, который характерен для позднеготического стиля (отсутствует шпиль).

Шамбеллан поделился своим талантом скульптора, украсив здание горгульями и знаменитым тимпаном по мотивам Эзопа (англ. Aesops' Screen) над главными входными дверями. Шамбеллан работал с Гудом и над другими проектами (Американ-редиэйтор-билдинг, Рокфеллеровский центр в Нью-Йорке). Также среди горгулий на здании есть лягушка, созданная Шамбелланом, чтобы в шутку представить себя своим французским предком. 

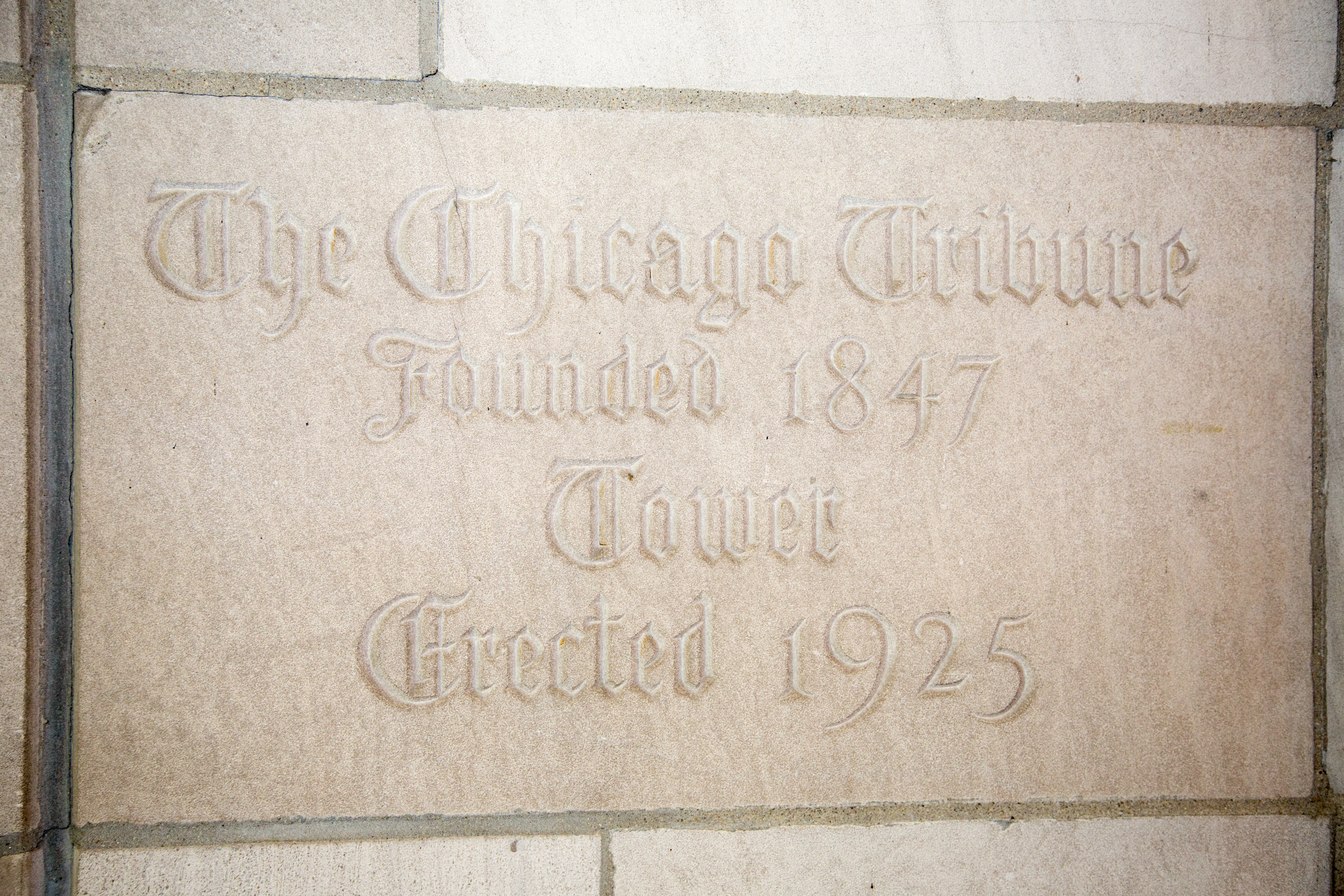
Краеугольный камень башни
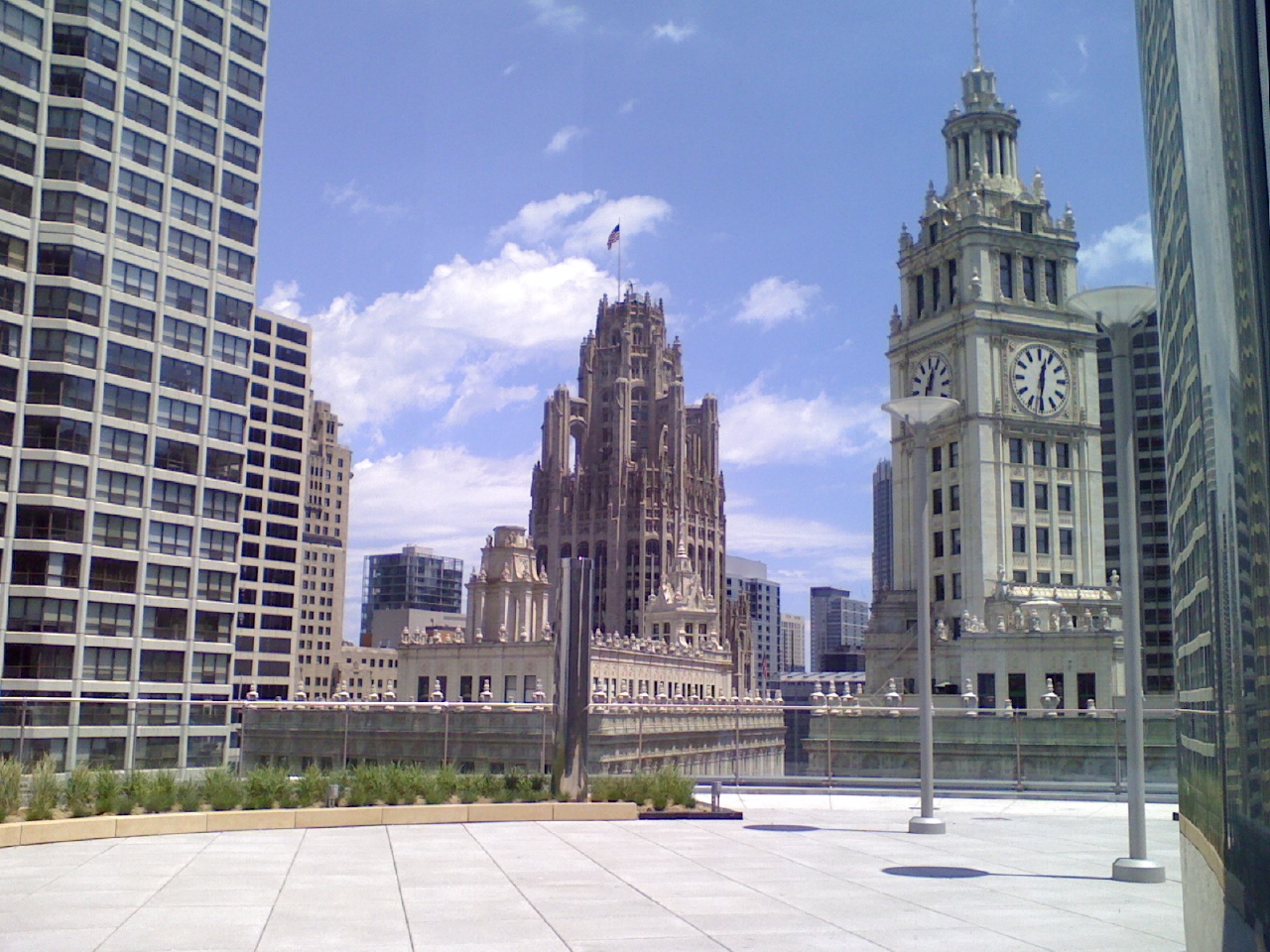
Трибьюн-тауэр и Ригли-билдинг. Вид со стороны отеля Trump International.
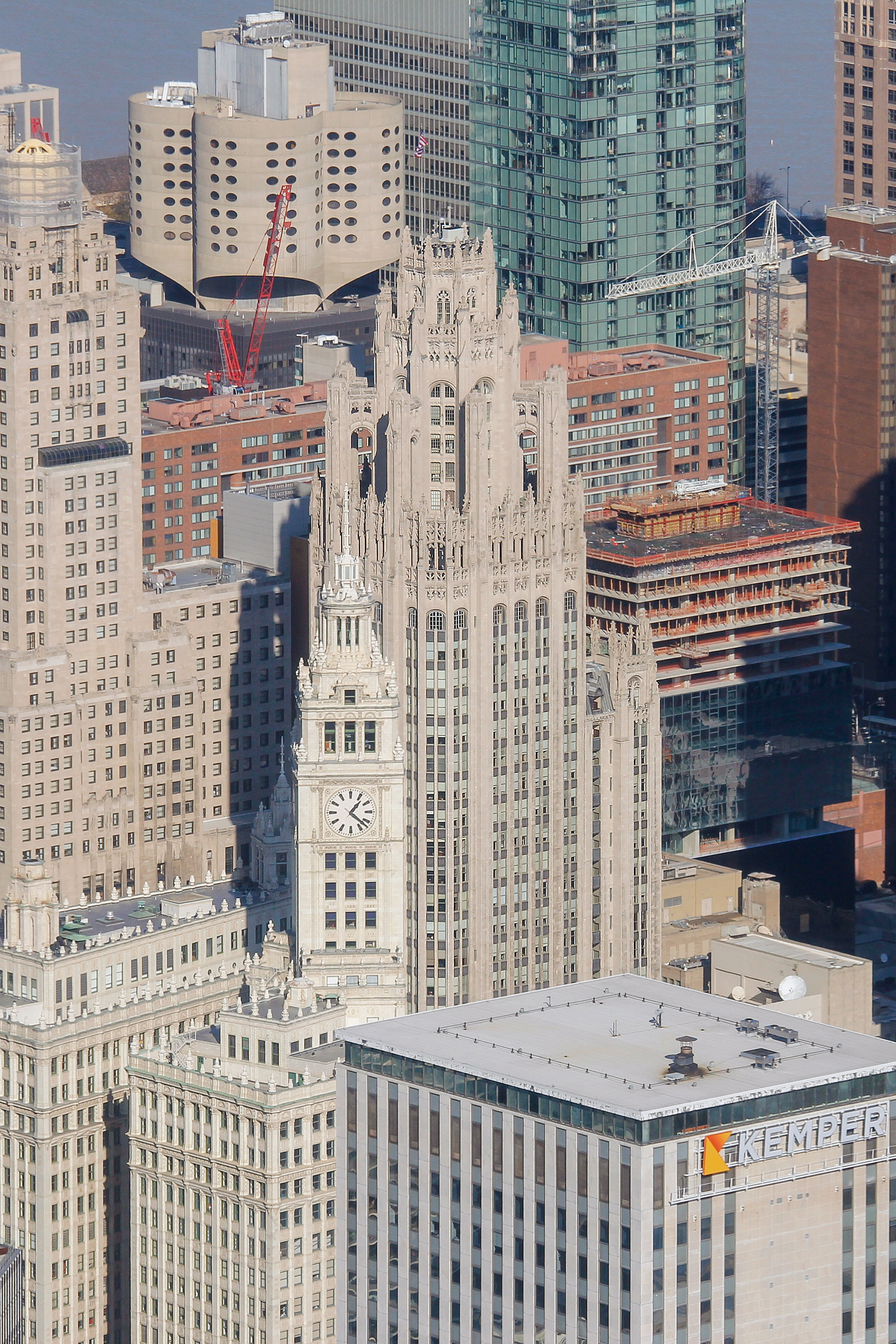
Вид Трибьюн-тауэр со смотровой площадки Уиллис-Тауэр

### Коллекция фрагментов известных сооружений
Перед строительством Трибьюн-тауэр корреспонденты газеты по просьбе полковника Маккормика привозили камни и кирпичи из различных исторически мест по всему миру. На нижних уровнях этого здания встроены различные компоненты с табличками об их изначальном местоположении. Камни собраны из таких мест, как Собор Святого Стефана, Нидаросский собор, Тадж-Махал, Парфенон, собор Святой Софии,  Мечеть Сулеймание́, остров Коррехидор, Вестминстерский дворец, Пирамида Хеопса, Аламо, Собор Парижской богоматери, Могила Авраама Линкольна, Великая китайская стена, Индепенденс-холл, Ангкор-Ват,  Вавельский замок, Бантеайсрей, Масляная башня в Руанском соборе и др. Некоторые фрагменты были привезены гораздо позднее.
У некоторых из привезённых реликвий был политический или социальный подтекст, например, у фрагмента Берлинской стены или фрагменту колонны Вавельского замка (дань уважения многочисленной польской общине Чикаго). Всего в здание встроены 149 фрагментов. В 1999 году, во время празднования 30-летия миссии Apollo 11, Базз Олдрин представил камень с Луны (который был передан НАСА на временное хранение, так как именно это ведомство владеет большей частью лунных камней). Камень экспонировался до 2011 года. К стене был добавлен кусок стали, найденный на месте Всемирного торгового центра.

### Здания, построенные под влиянием Трибьюн-тауэр
Несколько зданий по всему миру архитектурно близки дизайну Трибьюн-тауэр. Например, в Австралии — это здания Грейс-билдинг (англ. Grace Buiding) в Сиднее и Манчестер-юнити-билдинг (англ. Manchester Unity Building) в Мельбурне.

### Музей Свободы
11 апреля 2006 года открылся Музей свободы МакКормик-Трибьюн (англ. McCormick Tribune Freedom Museum), первый музей в США, посвящённый Первой поправке к Конституции. Музей занимал два этажа здания. Он закрылся 1 марта 2009 года и преобразован в онлайн-музей, но в итоге и сайт был закрыт.

## День открытых дверей в Чикаго
Трибьюн-тауэр каждый год, начиная с 2011 года, участвует в Дне открытых дверей (англ. Open House Chicago), проводимом Фондом чикагской архитектуры (англ. Chicago Architecture Foundation). Эта акция ежегодно даёт возможность бесплатно осмотреть интерьеры здания.

## В массовой культуре
- 21 и 28 ноября 2007 года в двух эпизодах телесериала CSI: Нью-Йорк исторические артефакты, похищенные в Трибьюн-тауэр, привели героя (Гэри Синиз) в родной город. В ходе дальнейшего расследования он обнаружил труп на неэксплуатируемом этаже. Эпизоды были полностью сняты в Трибьюн-тауэр.
- Конан О’Брайен проходил мимо башни в своём первом эпизоде в качестве ведущего Tonight Show .
- Снайперы в фильме Трансформеры 3: Тёмная сторона Луны стреляют с 26-го этажа Трибьюн-тауэр.